# Hydroptila lenora
Hydroptila lenora är en nattsländeart som beskrevs av Blickle och Donald G. Denning 1977. Hydroptila lenora ingår i släktet Hydroptila och familjen smånattsländor. Inga underarter finns listade i Catalogue of Life.